# Simitarra de Taiwan
La simitarra de Taiwan (Pomatorhinus musicus) és un ocell de la família dels timàlids (Timaliidae).

## Hàbitat i distribució
Viu entre la malesa del bosc i bambú, a les muntanyes de Taiwan.